# Albert Schaeffer
Pour les articles homonymes, voir Schaeffer.
Albert "Al" Charles Schaeffer (13 août 1907, Belvidere, Illinois – 2 février 1957) est un mathématicien américain qui a travaillé dans le domaine de l'analyse complexe.

## Formation et carrière
Schaeffer est le fils de Albert John et de Mary Plane Schaeffer (née Herrick). Il a étudié le génie civil à l'Université du Wisconsin à Madison, où il obtient son baccalauréat en 1930, et a été de 1930 à 1933, employé comme ingénieur pour les autoroutes. En 1936, il a reçu un doctorat en mathématiques, sous la direction d'Eberhard Hopf au Massachusetts Institute of Technology. De 1936 à 1939, il a été professeur à l'Université Purdue. En 1939, il est devenu professeur à l'Université Stanford, où il devient en 1941, professeur adjoint, en 1943, professeur associé, et en 1946, professeur. De 1947 à 1950 Schaeffer a été professeur à l'Université Purdue. De 1950 à 1957, il a été professeur à l'Université du Wisconsin, Madison, et pour l'année académique 1956/57 il a présidé le département de mathématiques,.

## Travaux
Schaeffer a travaillé avec Donald Spencer à l'Université de Stanford sur des problèmes variationnels de la cartographie conforme, par exemple des séries de coefficients pour les fonctions schlicht. Plus particulièrement, ils ont travaillé sur des cas particuliers de la conjecture de Bieberbach, pour laquelle ils ont donné une preuve que le troisième coefficient satisfait l'estimation conjecturée (un résultat déjà prouvé par Charles Loewner). Leur but était de donner une preuve pour le quatrième coefficient, mais leur approche aurait exigé l'intégration numérique d'environ un million d'équations différentielles. Un peu plus tard, Paul Garabedian et Max Schiffer, alors à l'université de Stanford, apportent une amélioration de la méthode de Schaeffer-Spencer et réduisent considérablement le nombre des intégrations; ainsi Garabedian et Schiffer ont pu en 1955 prouver les conjectures de l'estimation pour le quatrième coefficient.

## Prix et distinctions
En 1948, Schaeffer partage la Prix Bôcher avec Donald Spencer pour leur travail commun sur les fonctions schlicht.

## Vie privée
En 1931, il épouse Caroline Juliette Marsh; ils ont eu deux fils et une fille.

## Selected publications
- « Existence theorem for the flow of an ideal incompressible fluid in two dimensions », Trans. Amer. Math. Soc., vol. 42,‎ 1937, p. 497–513 (DOI 10.1090/s0002-9947-1937-1501931-8, MR 1501931)
- « Inequalities of A. Markoff and S. Bernstein for polynomials and related functions », Bull. Amer. Math. Soc., vol. 47, no 8,‎ 1941, p. 565–579 (DOI 10.1090/s0002-9904-1941-07510-5, MR 0005163)
- avec Gábor Szegő: « Inequalities for harmonic polynomials in two and three dimensions », Trans. Amer. Math. Soc., vol. 50,‎ 1941, p. 187–225 (DOI 10.1090/s0002-9947-1941-0005164-7, MR 0005164)
- avec George Forsythe: « Remarks on regularity of methods of summation », Bull. Amer. Math. Soc., vol. 48, no 12,‎ 1942, p. 863–865 (DOI 10.1090/s0002-9904-1942-07802-5, MR 0007063)
- avec Richard Duffin:
  - « Some inequalities concerning functions of exponential type », Bull. Amer. Math., vol. 43, no 8,‎ 1937, p. 554–556 (DOI 10.1090/s0002-9904-1937-06602-x, MR 1563585)
  - « On some inequalities of S. Bernstein and W. Markoff for derivatives of polynomials », Bull. Am. Math. Soc., vol. 44, no 4,‎ 1938, p. 289–297 (DOI 10.1090/S0002-9904-1938-06747-X, MR 1563728)
  - « Some properties of functions of exponential type », Bull. Amer. Math. Soc., vol. 44, no 4,‎ 1938, p. 236–240 (DOI 10.1090/s0002-9904-1938-06725-0, MR 1563717)
  - « On the extension of a functional inequality of S. Bernstein to non-analytic functions », Bull. Amer. Math. Soc., vol. 46, no 4,‎ 1940, p. 356–363 (DOI 10.1090/s0002-9904-1940-07222-2, MR 0001256)
  - « A refinement of the inequality of the brothers Markoff », Trans. Amer. Math. Soc., vol. 50,‎ 1941, p. 517–528 (DOI 10.1090/s0002-9947-1941-0005942-4, MR 0005942)
  - « A class of nonharmonic Fourier series », Trans. Amer. Math. Soc., vol. 72,‎ 1952, p. 341–366 (DOI 10.1090/s0002-9947-1952-0047179-6, MR 0047179)
- A. C. Schaeffer et D. C. Spencer, Coefficient Regions for Schlicht Functions, Providence, R.I., American Mathematical Society, coll. « American Mathematical Society Colloquium Publications, Vol. 35 », 1950 (ISBN 978-0-8218-1035-4, MR 0037908, lire en ligne)[4]